# حفيظة نصرت برشا
حفيظة نصرت برشا (بالبنغالية: আফিয়া নুসরাত বর্ষা)‏ هي ممثلة بنغلاديشية، ولدت في 28 فبراير 1989 في بنغلاديش.

## وصلات خارجية
- حفيظة نصرت برشا على موقع IMDb (الإنجليزية)